# Torfrock
Torfrock ist eine Deutschrock-Band, die 1977 von Klaus Büchner und Raymond Voß gegründet wurde.

## Bandgeschichte

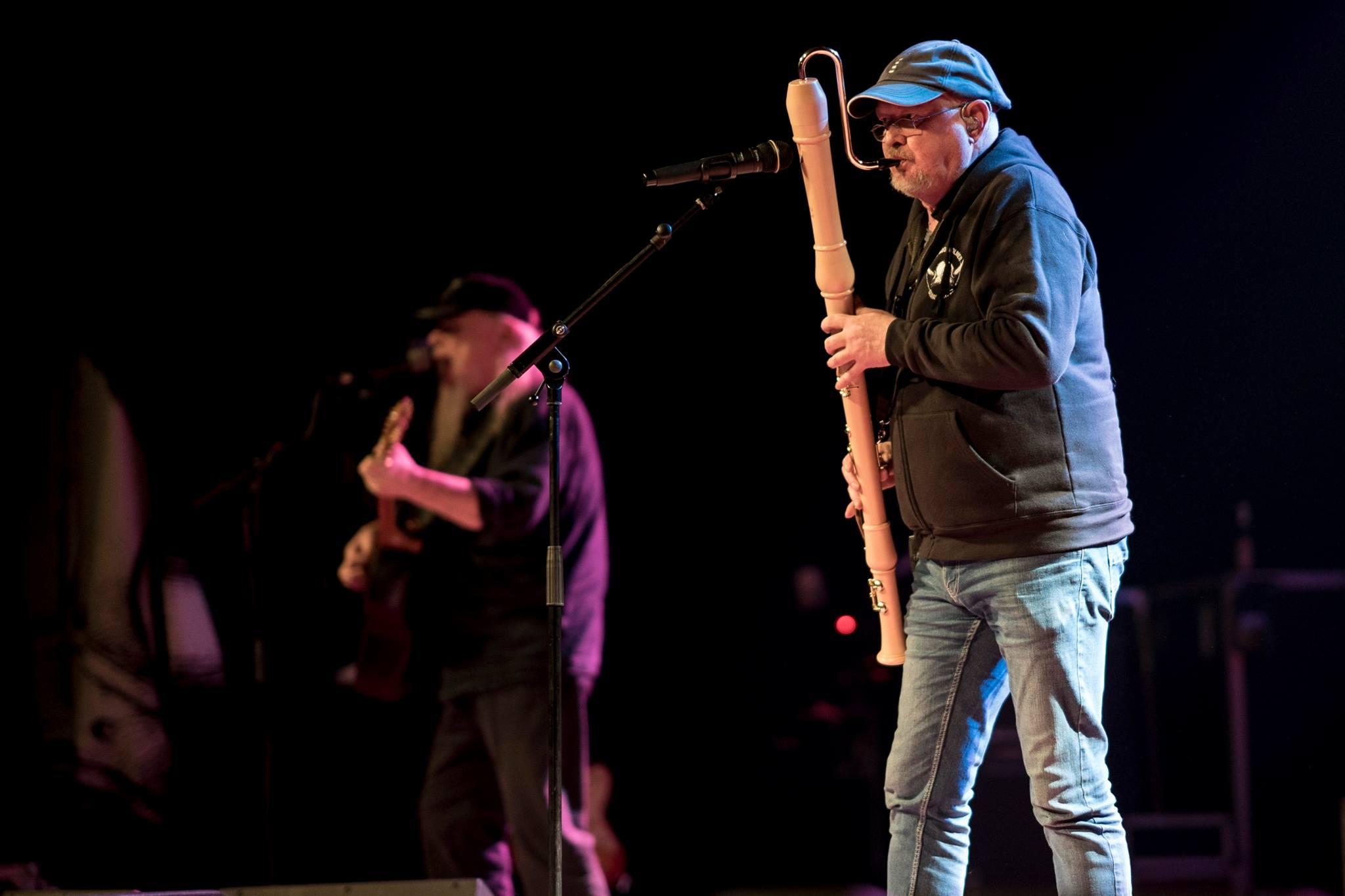
Torfrock-Gründungsmitglieder Klaus Büchner und Raymond Voss 2017

Die Musiker kennen sich zum Teil schon seit Mitte der 1970er-Jahre. Klaus Büchner und Raymond Voß gründeten vor Torfrock zusammen mit anderen Musikern die Folk-Band Basia, die im Hamburger Ernst-Deutsch-Theater arbeitete und auftrat. Mit dieser Band vertonten sie die Werke englischsprachiger Dichter, darunter Robert Frost, Robert Louis Stevenson und William Shakespeare, die rechtefrei genutzt werden konnten.
Auf einer Feier in Schleswig wollte Büchner mit anderen Musikern das Lied Hey Joe von Jimi Hendrix spielen. Da er eigener Aussage nach betrunken war und deshalb den Text des Lieds vergessen hatte, improvisierte Büchner den Text auf Plattdeutsch. Die Idee stellte er dann Voß vor, der sich begeistert zeigte. Wegen der Sorge, das Publikum könne den norddeutschen Humor nicht wertschätzen, bauten sie plattdeutsche Lieder erst probeweise im Rahmen einer „Klamaukecke“ in ihre Auftritte ein, die sie nach und nach ausbauten, da sich die plattdeutschen Lieder bei der Zuhörerschaft überraschend als Erfolg herausstellten. Sie nahmen weitere plattdeutsche Lieder wie Karola Petersen (nach der Vorlage Carol von Chuck Berry) in ihr Programm auf. Es entwickelte sich der Plan, eine Band zu gründen, die sich dem regionalen Humor widmet. Teil des Konzeptes waren alltägliche Geschichten, die häufig in dem fiktiven, stereotypisch norddeutschen Dorf Torfmoorholm bzw. in der Wikinger-Metropole Haithabu platziert wurden. Es sei ein „kleiner Kosmos Torfmoorholm“ entstanden, äußerte Voß später. Die Besetzung der Band bestand zu dieser Zeit neben Klaus Büchner und Raymond Voß aus Thomas Rieckmann (Texter, Bass, Gesang), Reinhard Heinrichs (Texter, Percussion und Gesang) und Gunnar Kämmer (Percussion und Schlagzeug). Die Band wurde zunächst im norddeutschen Raum bekannt, der dadurch angesprochen wurde. Die erste Phase von Torfrock endete mit dem Aufkommen der Neuen Deutschen Welle. Da die Torfrock-Lieder laut Voß „lang und opulent“ waren und Geschichte erzählten, somit nicht zu den oft knappen Texten der Neuen Deutschen Welle gepasst hätten, entschied man sich Voß zufolge, um nicht von Kritikern „niedergeschrieben“ zu werden: „Wir hören einfach auf und sagen das niemandem. Und machen einfach mal eine Pause.“
Danach wandten sich die Musiker neuen Bandprojekten zu. Die Band Hammaburg bestand größtenteils noch aus denselben Mitgliedern und auch der Stil war der Musik von Torfrock noch sehr ähnlich. Raymond Voß und Gunnar Kämmer gründeten 1982 die Band Eltern haften für ihre Kinder, die sich ernsteren Themen widmete. Den größten Erfolg hatte Klaus Büchner in den 1980er und 1990er Jahren als Kleiner Klaus zusammen mit Klaus Baumgart in dem Schlager- und Blödel-Duo Klaus und Klaus. Raymond Voß beteiligte sich zwischendurch am Texten; viele dieser Songs wurden später von Torfrock wieder neu verwendet. Klaus Büchner und Raymond Voß nahmen auch unter ihren eigenen Namen Singles auf.
Ende der 1980er-Jahre fand Torfrock wieder zusammen. 1988 wurde Voß im Anschluss an einen Termin bei einem Hamburger Rundfunksender vom Moderator gefragt, ob er sich vorstellen könne, sechs Jahre nach dem Ende der Gruppe ein Abschiedskonzert mit Torfrock zu geben. Das ausverkaufte Konzert in der Hamburger Markthalle sei wiederum der Neuanfang der Band gewesen, sagte Voß im Jahr 2017 rückblickend. Nach erfolgreichen vereinzelten Auftritten und dem bundesweiten Durchbruch durch Beinhart, dem Titelsong der ersten Werner-Comicverfilmung, beschloss die Band, wieder neue Musik zu veröffentlichen und auf Tournee zu gehen. Neben kleineren, über das ganze Jahr verteilten Tourneen gab Torfrock jährlich zu Weihnachten in verschiedenen norddeutschen Städten Konzerte mit dem Namen Die Beinharte Bagalutenwiehnacht.
Für den 1989 verstorbenen Bassisten Thomas Rieckmann sprang Uwe Meitzner ein. Auf den Wunsch von Voß hin, Torfrock zu einer Rockband zu machen, verstärkte der Solo-Gitarrist Jürgen Lugge ab nun die Band. Der Geiger Peter „Pete“ Sage (später Santiano) unterstützte die Gruppe 1991 an Geige, Mandoline und Akustikgitarre auf der Live-CD „Auf beinharte Tour“. Zusätzliche Musikprojekte liefen parallel. Zusammen mit Mitgliedern der Rattles wurde unter dem Namen Hoellenhunde eine Maxi veröffentlicht. Raymond Voß sang für Jay Stapley, den Gitarristen von Marius Müller-Westernhagen, auf der Single Orient Express. Auch Büchners Klaus-und-Klaus-Projekt bestand noch bis 1997, als Büchner seinen Ausstieg aus dem Duo beschloss, um sich Torfrock besser widmen zu können. Hier kam es später zu Konflikten und einer Umbesetzung sowie zum für alle unerwarteten Tod von Jürgen Lugge im Jahr 1999.
Da Jürgen Lugge als unersetzlich erachtet wurde, bestand die Band nach dieser Krise aus vier Mitgliedern. Neben Klaus Büchner und Raymond Voß, welcher nun die Gitarrensoli Lugges lernen musste, waren der Bassist Volker Schmidt und der Schlagzeuger Marc-Oliver Olliwood Steinwede dabei. Dieser wird seit 2009/10 durch Stefan Lehmann, Schlagzeuger der Band Ohrenfeindt, die seit drei Jahren mit Torfrock auf Tour sind, ersetzt.
Im Mai 2023 beendete Raymond Voß, der bereits seit 2018 aufgrund von gesundheitlichen Problemen immer wieder pausieren musste, seine Karriere.
Voß’ instrumentalen Part bei Torfrock hat bereits 2018 größtenteils und seit 2023 vollständig Bassist Volker Schmidt übernommen.
Voß’ gesanglicher Part wird von allen Musikern aufgefangen, wobei zu beachten bleibt, dass eine Mischung der Stimmen von Gitarrist Volker Schmidt und Schlagzeuger Stefan Lehmann der tiefen rauen Stimmlage von Raymond Voß sehr nahe kommt.
Die Nachfolge von Bassist Volker Schmidt hat 2018 Sven Berger angetreten.

## Musikalischer Stil

### Einflüsse
Am Anfang der Geschichte von Torfrock stand die Idee, Klassiker der Rockmusik plattdeutsch zu interpretieren, wie Let’s wörk togesser (Let’s Work Together, Canned Heat), Karola Petersen (Carol, Chuck Berry) oder He Jo (Hey Joe, u. a. Jimi Hendrix, The Leaves).
Aber schon auf dem ersten Album tauchten eigene humoristische Lieder auf, die auf Hochdeutsch bzw. Missingsch vorgetragen werden.

### Musikrichtung
Während der ersten Phase verzichtete Torfrock fast komplett auf elektrische Gitarren. Voß spielte auf den ersten fünf Alben überwiegend sechs- und zwölfsaitige Westerngitarren, seltener auch E-Bass und Banjo. Die Musik war damals größtenteils einem sehr rhythmischen Folk-Rock zuzuordnen mit Blues-Einflüssen. Zudem spielten Voß und Rieckmann ausschließlich Rhythmusgitarre, die melodischen Teile stammten überwiegend von Büchner auf der Blockflöte – er spielte bereits damals diverse Flöten, so ist auf Hey Jo oder von Heinrichs auf der Mundharmonika.
Dies änderte sich mit dem überraschenden Tod Rieckmanns. Er wurde durch Uwe Meitzner ersetzt, während im Folgejahr Jürgen Lugge als Leadgitarrist hinzustieß. Eigentlich war Lugge lediglich für die Aufnahme von Beinhart eingeplant, doch die Mitglieder Torfrocks wollten nicht das Lied ohne das Solo live spielen, also wurde Lugge Bandmitglied und Torfrock waren erstmals zu sechst. Ab da war Torfrocks Stil eindeutig der Rockmusik zuzuordnen; auch Voß spielte ab da E-Gitarre, vorerst allerdings weiterhin ausschließlich Rhythmusgitarre. Dafür wurde er immer weiter zum zweiten Sänger Torfrocks ausgebaut, nach Beinhart hatte er auch in Liedern wie Trunkenbold (deutschsprachige Version des irischen Volkslieds Seven Drunken Nights) und Feste Feiern Gesangsparts. Letztere beide Lieder hatte Büchner vorher bereits mit Klaus & Klaus aufgenommen und auf ...alle an die Ruder nun in einer Rockversion neu aufgenommen. Besonders Trunkenbold sollte live immer häufiger mit Soli von Lugge, Voß und später Schmidt ausgebaut werden. Doch auch damals zeigte sich Lugge nicht als reiner Gitarrist, sondern spielte auf den akustischen Liedern u. a. Mandoline. Goiler Tonträger, dessen Cover von Brösel stammt, schließt sich an die Stilentwicklung an und kann zweifelsohne als ein Hard-Rock-Album gezählt werden. Dennoch ist das Album, was die Vielfalt der Instrumente angeht, noch weitreichender, zumal Voß auch Banjo und Lugge Keyboard und Akkordeon spielt. Heinrichs verließ 1995 die Band und wurde durch Nick Buck ersetzt, während Lugge die Mundharmonika-Parts übernahm, welche Büchner ebenfalls lernte und heute noch bei einigen Liedern spielt. 1995 stieß für zwei Jahre Nick Thompson hinzu, der mehrere Saiteninstrumente sowie Keyboard beherrschte, welche er mit Voß und Lugge teilte; beteiligt allerdings war er lediglich an den Liveauftritten. Nach dem Album Rockerkuddl, vom Stil her das wohl umfangreichste Album der Band und entgegen dem Namen wieder weiter vom Hard Rock weg – es enthielt zwei plattdeutsche Balladen, ein Altblockflöten-Cover des irischen Volksliedes The Lonesome Boatman sowie auch erstmals einen englischsprachigen Titel und Rock-Versionen zwei früherer Torfrock-Lieder –, verließen die beiden Engländer 1997 ersatzlos die Band, während Krämer und Meitzner durch Seehase und Steinweide (alias „Oliwood“) ersetzt wurden. Für Torfrock bedeutete dies eine Verringerung der Perkussion.
1999 kam mit Lugges Tod die nächste große Änderung. Dies hatte zur Folge, dass der 47-jährige Voß erstmals lernte, Soli zu spielen und Torfrock seitdem lediglich aus vier Mitgliedern besteht. 2004 kam Volker Schmidt in die Band und ersetzte Ingo Seehase am Bass. Als bereits erfahrener Sologitarrist allerdings sollte er bereits bald auch die E-Gitarre zumindest sekundär übernehmen. Beim 30-Jahre-Konzert Torfrocks kam es zu einer kurzen Reunion mit Seehase, als dieser bei Karola Peterson den Bass übernahm und Schmidt sich erstmals innerhalb Torfrocks an der Leadgitarre wagte, während Voß zur Rhythmusgitarre zurückkehrte. Dies sollte jedoch eine einmalige Sache sein. Dennoch sollten Schmidt und Voß auch vor dem gesundheitsbedingten Ausscheiden von letzterem bei einigen Liedern die Instrumente tauschen.

### Torfmoorholm
Ein Teil der Torfrocklieder spielt in der Gegenwart und handelt vom ländlichen Leben der Torfstecher im fiktiven Dorf Torfmoorholm („Rut mit’n Torf“). Es geht um Figuren wie „Willi Wühlkelle“, Direktor des Amts für Altertumsforschung, „Presslufthammer B-B-B-B-Bernhard“, den Torfstechermeister „Adular Zech“ (seines Zeichens „Torfstechermeister im Schnellstechen, Tiefstechen, und Weit-Wech-Schmeißen“), den Bürgermeister „Heinrich Gewinnsucht“ (beschrieben als „Erfinder der gleichnamigen Regierungspolitik“), den eher eine eintönige Tätigkeit verrichtenden „Jörg vom Butterwerk“, den Straßenbauarbeiter „Tarzan von Teer“ oder den Baggerführer „Hannes Kabeltod“ in Liedern, welche die moderne gewerbliche Berufswelt auf Baustellen, in Werkshallen o. ä. – die den Musikern nicht unbekannt ist – persiflieren. Berühmt werden auch die satirischen Aufarbeitungen der Auswüchse der Freizeitgesellschaft („Die Sonntagsjäger“, „Der Boxer (Haut mir doch bitte nicht mehr auf die Lippe)“, „Die Butterfahrt“).

### Haithabu
Andererseits spinnen sie volkstümlich historische Geschichten um die Wikinger-Siedlung „Haithabu“, eine archäologische Fundstätte in Schleswig-Holstein. Zentrale Figur dieser Geschichten ist Rollo der Wikinger, ein trinkfreudiger, raubeiniger, rothaariger Wikingerhäuptling, der angeblich an der „Überfahrt nach Amerika“ führend beteiligt gewesen sein soll. Fiktive Quelle der Wikingerlieder ist nach Aussagen der Gruppe ein Runenstein in Torfmoorholm. Kultstatus gerade in Norddeutschland erreichte das Lied Volle Granate, Renate um eine gleichnamige Wikingerfrau.
In der Figur von Rollo dem Wikinger sind offensichtlich die geschichtliche Figur des Normannenfürsten „Rollo der Wikinger“ und die amerikanische Comic-Figur Hägar der Schreckliche vermengt worden.

## Vorgruppen
Besonders während der Bagaluten-Wiehnacht, aber auch auf Open-Air-Festivals oder auf Stadtfesten tritt die Band zusammen mit teilweise mehreren Vorgruppen auf, die inzwischen ca. zwei bis drei Jahre mit ihnen gemeinsam touren. Anfang der 1990er-Jahre gab es Auftritte mit der Fuckin’ Kius Band (die sich später in F… Kius Band umbenannte und vor allem im Umfeld ihrer Herkunft, dem Dorf Kius im nördlichen Schleswig-Holstein, bekannt blieb). Später wurde mit den Whisky Priests eine britische Band ins Vorprogramm genommen, von denen zwei Mitglieder – Percussionist Nick Buck und Multiinstrumentalist Nick Thompson – auch vorübergehend beim Besetzungswechsel von Torfrock einsprangen. Sven Hallik, Sänger der nächsten Vorgruppe LouiZiana Hayriders, die für eine Mischung aus Rockabilly, Bluesrock, Country und Southernrock bekannt sind, ist bis heute des Öfteren mit seiner Gitarre gern gesehener Gast auf der Torfrock-Bühne. Neben den Drangdüwels, die zu Folk-Klängen plattdeutsche Texte auf die Bühne bringen, ist aktuell noch Ohrenfeindt als Vorgruppe bei Torfrock tätig. Neuerdings zählen auch die Wohnraumhelden, Die Fischer, Rubber Chukks und die Rockaholic Rebels zu den Vorgruppen Torfrocks.
Es ist Tradition bei Torfrock, vor dem Schlusslied (früher Torfmoorholm Sagt Gute Nacht, jetzt (Leise Pieselt) Das Reh oder Torfmoorholm Geht Penn’) zusammen mit allen Vorgruppenmusikern das Stück Let’s Wörk Togesser vorzutragen.

## Aktionen
Anfang der 1990er-Jahre nach den Ausschreitungen in Rostock-Lichtenhagen setzte Torfrock in Interviews und bei einer Aktion der Hamburger Morgenpost Zeichen gegen Ausländerfeindlichkeit. Die Band unterstützt die Deutsche Gesellschaft zur Rettung Schiffbrüchiger durch Verkäufe von Bandkalendern und der Single Search And Rescue (SAR), deren Text der harten und gefährlichen Arbeit des Seenotrettungsdienstes Respekt zollt.

## Bandmitglieder

Torfrock live auf dem Metal Frenzy 2018 in Gardelegen
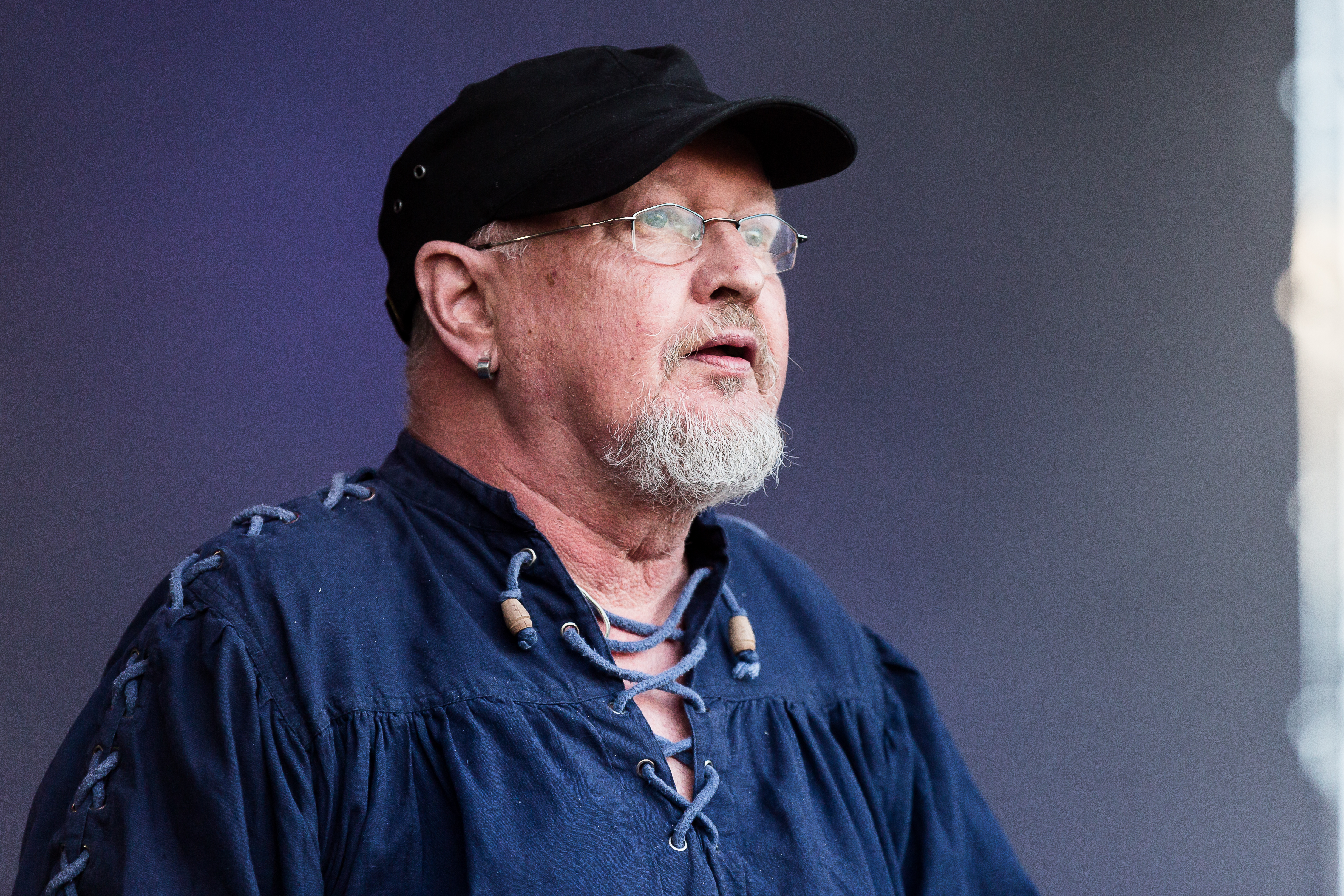
Sänger Klaus Büchner
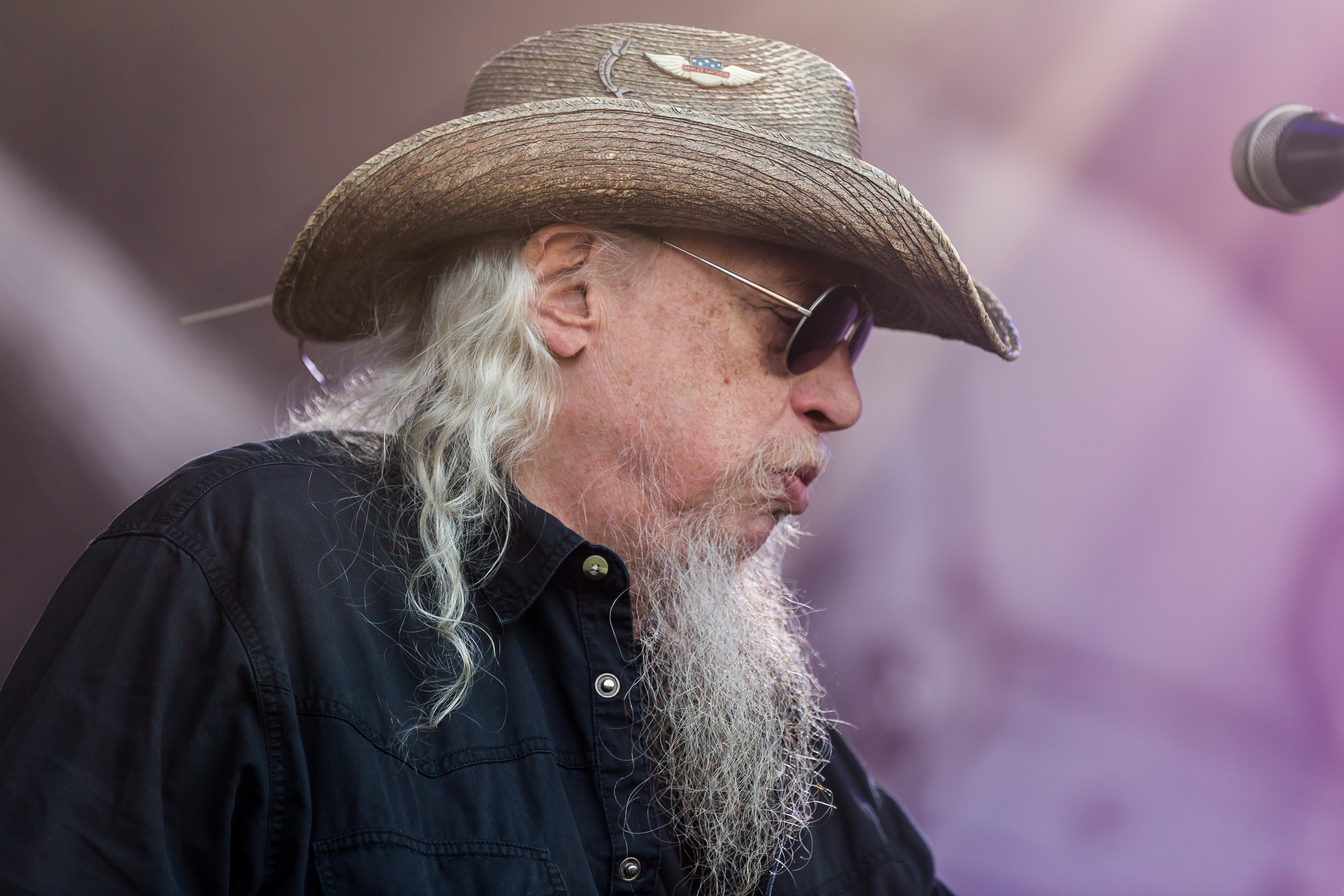
Gitarrist Raymond Voß
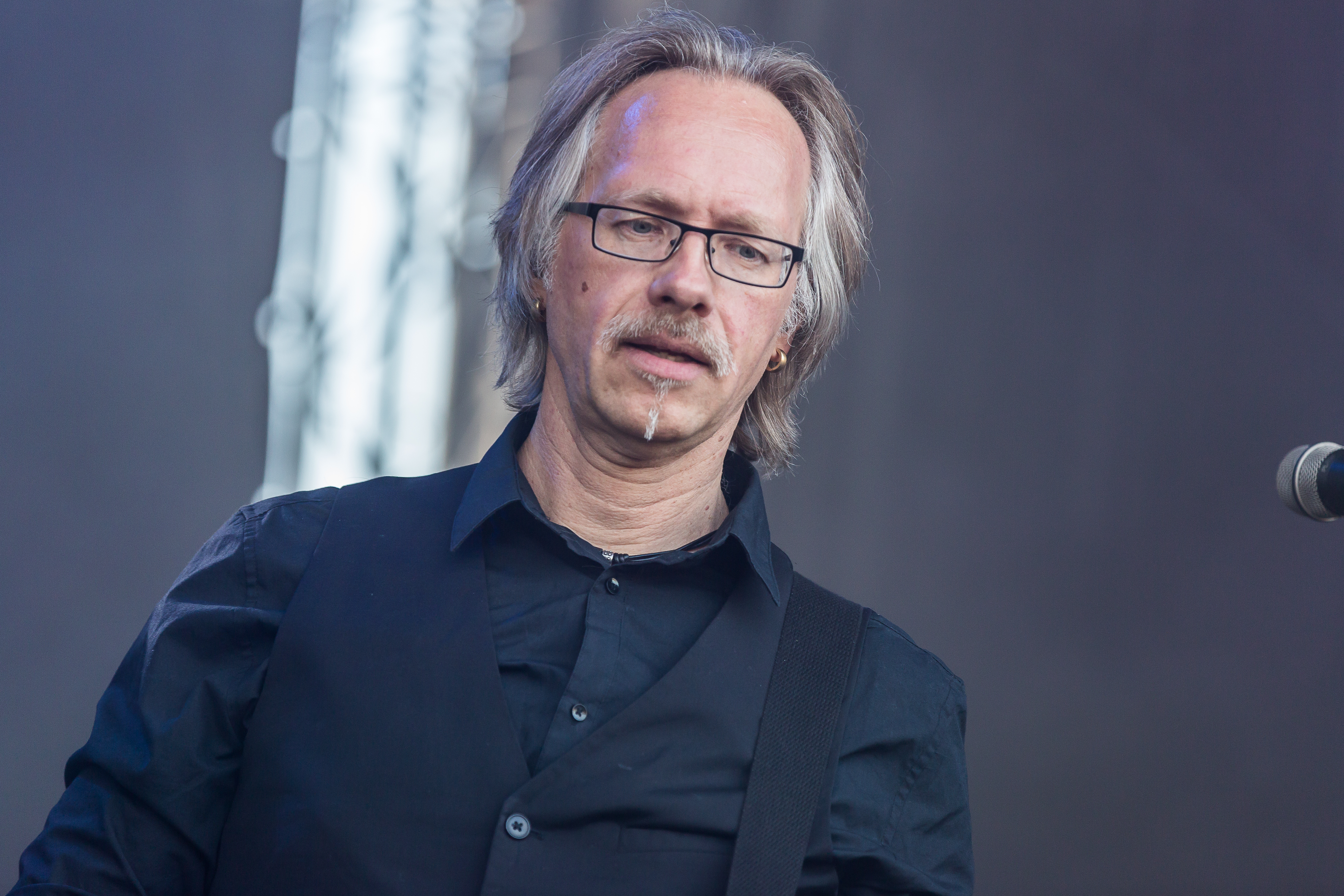
Bassist Volker Schmidt
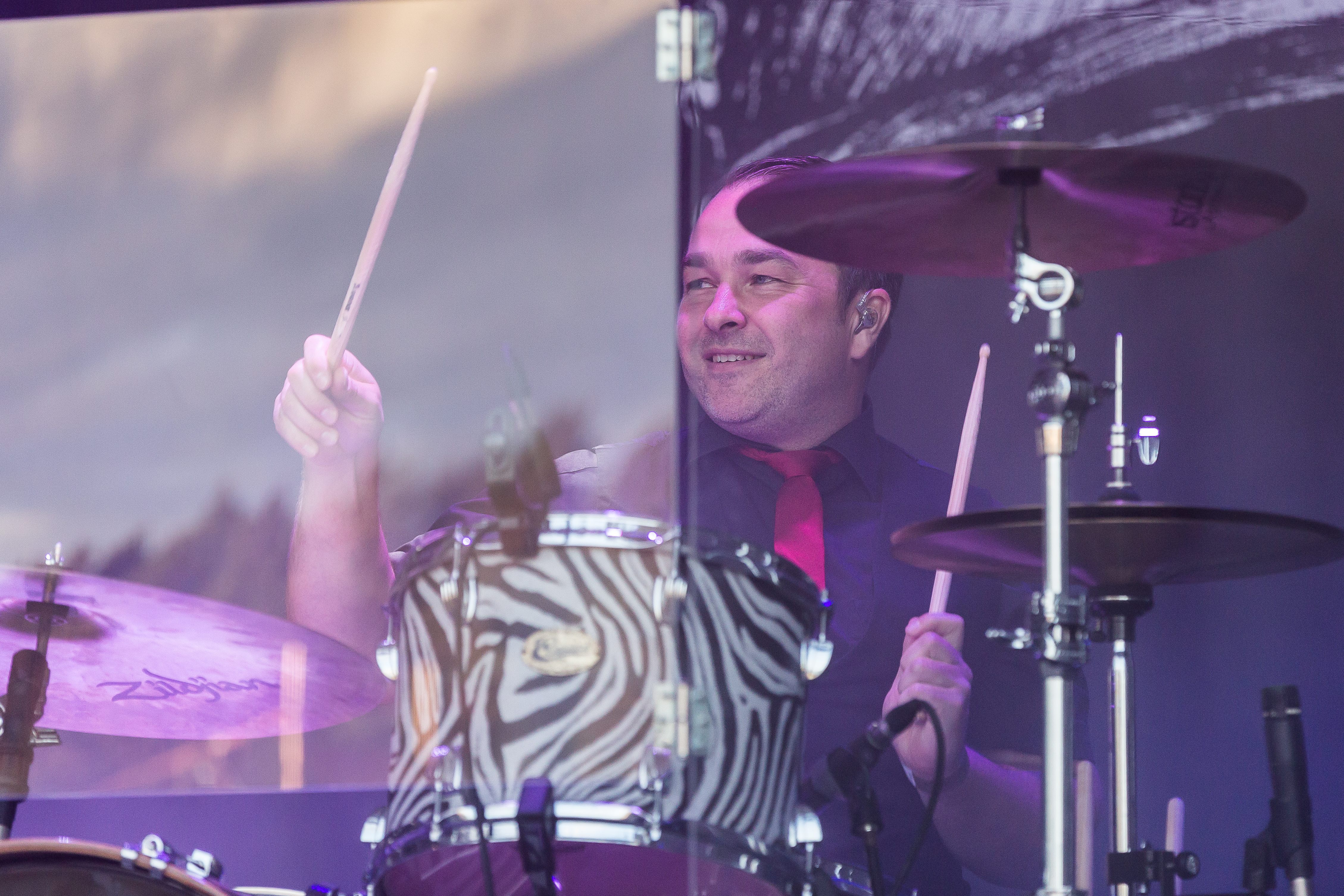
Schlagzeuger Stefan Lehmann

## Diskografie

### Alben
- 1977: Dat matscht so schön
- 1978: Rata-ta-zong
- 1979: Torfrockball im Hühnerstall
- 1980: Vierter Versuch
- 1982: Mein Gott, sind wir begabt
- 1991: …Alle an die Ruder!
- 1994: Goiler Tonträger
- 1996: Rockerkuddl
- 2001: Einigkeit und Blech und Freizeit
- 2014: Meisterstücke

Auch der Soundtrack der Werner-Filme stammt zum Teil von Torfrock. Dem ersten Film Werner – Beinhart! entstammt auch ihr größter deutschlandweiter Erfolg, das Titellied Beinhart, mit dem sie zum Filmstart einen Nummer-eins-Hit hatten.

### Singles
- 1977: Rollo, der Wikinger
- 1978: Presslufthammer B-B-Bernhard
- 1978: Volle Granate, Renate
- 1979: Der Boxer (Hau mir doch bitte nicht mehr auf die Lippe)
- 1980: Rollschuh’ sind in
- 1981: Fischmarkt
- 1981: Rollos Wampe
- 1982: Ich sahn’ ab
- 1982: Wir unterkellern Schleswig-Holstein
- 1990: Beinhart
- 1991: Trunkenbold
- 1991: Jimmy und die See
- 1994: Wildsau
- 1994: Rock’n’Roll Ruine
- 1996: Rockerkuddl
- 2007: Search and Rescue (Benefiz-Single)
- 2009: Nachtschweiß
- 2016: Der Boxer mit Ralf „Ralle“ Petersen und Hack Norris
- 2018: Revangsche (nur als Download)

### Livealben
- 1991: Aufe beinharte Tour
- 2002: Die Beinharte Bagaluten-Wiehnacht

### Kompilationen
- 1983: Torfmoorholmer Hitparade
- 1991: Torfrock oder Watt? (Remix)
- 1991: Beinhart – geht das ab hier
- 1994: Volle Granate Renate
- 1995: Die Wikinger
- 1998: Die Bagaluten-Fete
- 2000: Beinhart – Alle Hits
- 2010: Neues aus Torfmoorholm

### Videoalben
- 1992: Aufe Beinharte Tour
- 2002: Torfrock – Die Beinharte Bagaluten-Wiehnacht
- 2007: 30 Jahre – Vielen, Vielen Danke! (Doppel-DVD, Gala-Konzert in Hamburg und Geschichten aus Torfmoorholm)

## Auszeichnungen
- 1991: RSH-Gold in der Kategorie „Soundtrack des Jahres“ (Beinhart)
- 2008: Nord-Award